# سرداران
سرداران شهری از توابع  بخش مرکزی شهرستان شوشتر در استان خوزستان ایران است. شهروندان آن، از طایفه‌های مختلف قوم بختیاری می‌باشد. 

## جمعیت
بر پایه سرشماری عمومی نفوس و مسکن در سال ۱۳۹۰ جمعیت این شهر ۵٬۱۳۴ نفر (در ۱٬۱۷۷ خانوار) بوده است.